# Provanna goniata
Provanna goniata là một loài ốc biển, là động vật thân mềm chân bụng sống ở biển thuộc họ Provannidae.